# 舞条弦
舞条 弦（まいじょう げん）は、日本の官能小説家。株式会社フランス書院が2019年に主催した第24回フランス書院文庫官能大賞において新人賞を受賞しデビュー。

## 人物
官能小説家としてのデビューは、2020年8月の『新妻拷問檻【奈落の14日間】』である。同作品は第24回フランス書院文庫官能大賞において新人賞に選定された『新妻調教』が改稿されたものである。人妻をヒロインにすえた凌辱系作品を得意とするが、フランス書院eブックスにも進出し作風を広げている。

## 著書

### フランス書院文庫
- 新妻拷問檻【奈落の14日間】（2020年8月）
- 人妻孕ませ診療所 若妻、清楚妻、女教師（2020年12月）
- 飼育通勤【だめ、こんな場所で】 人妻とシングルマザー（2021年3月）
- お許しください 未亡人義母、兄嫁、叔母（2021年9月）
- 嫁の私に手を出すなんて 夏海と綾乃と鬼畜義父（2022年3月）
- 破滅の教壇 二匹の女教師・校内奴隷（2022年6月）
- 身代わり性裁 未亡人母と教育実習生（2022年11月）
- 淫謀の螺旋（2023年2月）
- 辱めないでください 息子の嫁と家政婦（2023年5月）
- もう許して、もうしないで 未亡人女将・孕ませの宿（2023年7月）

### フランス書院eブックス
- 未亡人女将と義娘【淫売の宿】（2020年3月）
- 剣道女子、完全敗北（2021年5月）
- 文学女子、理性剥奪（2021年9月）
- 野球女子、青春崩壊（2022年3月）
- 陸上女子、疾走無惨（2022年9月）
- 排球女子、隷奴転落（2023年5月）
- 水泳女子、絶対隷奴（2023年9月）

### フランス書院文庫X
- 完全敗北【剣道女子＆文学女子】（2022年8月、フランス書院文庫X）